# Kaonio
Il kaonio è un atomo esotico costituito da uno stato legato di un kaone positivo e uno negativo. Il kaonio non è stato osservato sperimentalmente e si prevede che la sua vita media sia molto breve, dell'ordine di 10-18 secondi.